# Louis-Basile de Bernage de Saint-Maurice

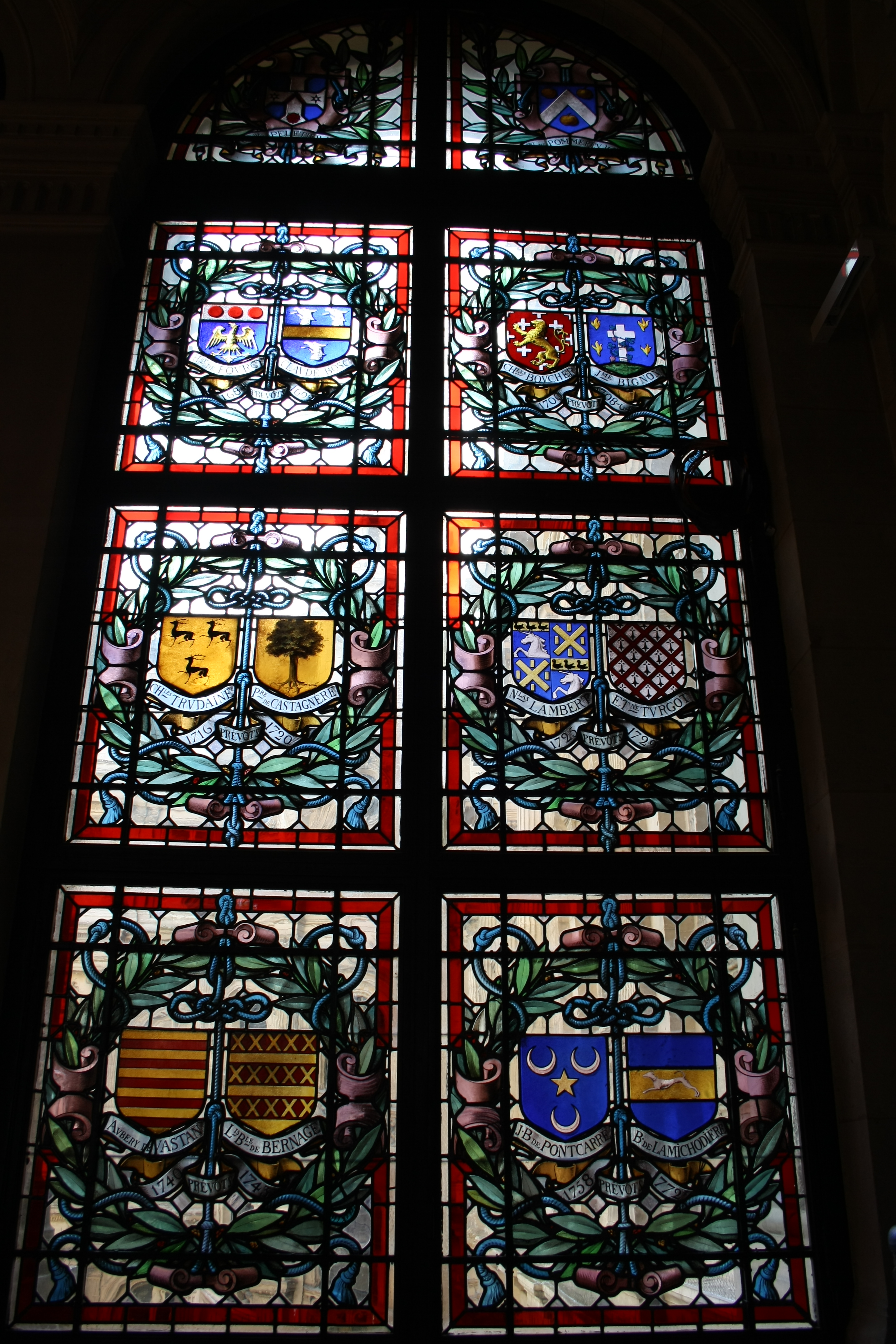
Armoiries de Louis-Basile de Bernage de Saint-Maurice

Louis-Basile de Bernage, seigneur de Saint-Maurice, de Vaux et de Chassy (1691-1767), est un aristocrate et homme politique français sous l'Ancien Régime. Il est notamment prévôt des marchands de Paris (équivalent du maire de Paris) et intendant du Languedoc. grand-croix de l'ordre royal et militaire de Saint-Louis.

## Biographie
Avocat général aux requêtes de l'hôtel en 1712, maitre des requêtes en 1714.
Intendant de Montauban 1720 et 1723, il est intendant du Languedoc à la suite de son père, Louis de Bernage entre 1725 et 1743.
Conseiller d'État semestre en 1734 et ordinaire en 1743, il est prévôt des marchands de Paris du 26 juillet 1743 à août 1757.

## Descendance
Il épouse le 11 février 1714, Marie Anne Moreau. De cette union naissent :
- Anne Marie Renée de Bernage de Vaux de Bernage 1714-1786
- Jean Louis de Bernage de Saint-Maurice, (1716-1780), conseiller d’État, grand-croix de l'ordre royal et militaire de Saint-Louis
- Élisabeth Jeanne Thérèse de Bernage de Saint-Maurice

### Sources et bibliographie
- François-Alexandre de La Chenaye-Aubert, Dictionnaire de la noblesse sur Google Livres, Veuve Duchesne, 1771, p. 354